# 大崎村 (新潟県南蒲原郡)
大崎村（おおさきむら）は、かつて新潟県南蒲原郡にあった村である。

## 沿革
- 1901年（明治34年）11月1日 - 南蒲原郡西大崎村、東大崎村、保内村及び大槻村の区域の一部が合併して、南蒲原郡大崎村が発足する。
- 1954年（昭和29年）11月1日 - 三条市に編入する。

## 交通

### 鉄道路線
- 日本国有鉄道
  - 信越本線
    - 保内駅

  - 弥彦線
    - 越後大崎駅